# Kazimierz Tarczyński
Kazimierz Tarczyński (ur. 14 lutego 1898 w Gąbinie, zm. 7 marca 1945 w Warszawie) – podoficer Wojska Polskiego w II Rzeczypospolitej, żołnierz września i powstaniec warszawski, kawaler Orderu Virtuti Militari.

## Życiorys
Urodził się w rodzinie Romualda i Franciszki z Pejczów. Absolwent gimnazjum w Warszawie.
W 1918 wstąpił do odrodzonego Wojska Polskiego i otrzymał przydział do 11 pułku ułanów. W wojnie polsko-bolszewickiej walczył na Litwie, Białorusi i Ukrainie. 21 września 1920 jako celowniczy ckm na taczance zmusił celnym ogniem do milczenia trzy taczanki bolszewickie, umożliwiając zagarnięcie tylnej straży przeciwnika. Za bohaterstwo w walce odznaczony został Krzyżem Srebrnym Orderu Virtuti Militari.
Po zakończeniu działań wojennych zdemobilizowany w stopniu plutonowego. Pracował w różnych firmach jako magazynier, ekspedient i pomocnik ślusarski. 
W 1939 powtórnie zmobilizowany. W kampanii wrześniowej został ciężko ranny. Ponownie ranny w czasie powstania warszawskiego. W końcu lutego 1945 wrócił do Warszawy i tam zmarł. Został pochowany na cmentarzu Bródnowskim. 
Był żonaty z Władysławą z Jastrzębskich, z którą miał córkę Teresę Jadwigę (ur. 1930) i syna Romualda.

## Ordery i odznaczenia
- Krzyż Srebrny Orderu Virtuti Militari nr 3705[1]